# Сексуальне здоров'я

Кількість підліткових пологів на 1000 дівчат від 15 до 19 років, 2000 (Україна - 20-30 пологів)

Поширеність захворювання ВІЛ та СНІД у відсотках, 2009 (Україна - від 1 до 5%)

Поширеність калічення вульви серед жінок від 15 до 49 років за звітом ЮНІСЕФ від 2016 року

Сексуа́льне (репродуктивне, заст. статеве) здоро́в'я (англ. Reproductive health) — одна з визнаних медициною складових стану здоров'я людини. Сучасне робоче визначення сексуального здоров'я сформульоване в рамках технічних консультацій з питань сексуального здоров'я, що проводилися у 2002 році під егідою ВООЗ.
Під сексуальним здоров'ям розуміється не просто відсутність хвороби, а стан соматичного, емоційного, інтелектуального і соціального благополуччя щодо сексуальності. Сексуальне здоров'я передбачає позитивне і шанобливе ставлення до сексуальності і сексуальних відносин, можливість безпечно вести сексуальне життя, що приносить задоволення, відсутність примусу, дискримінації та насильства. Досягнення та підтримання сексуального здоров'я пов'язується з реалізацією властивих людям репродуктивних прав. Формування та збереження репродуктивного здоров'я залежать від отриманої сексуальної освіти; благополуччя у сексуальному житті; сексуальної та загальної культури суспільства; захисту материнства й дитинства; соціальних умов тощо.
Щорічно Всесвітній день сексуального здоров'я (WSHD), починаючи з 2010 року, відзначається 4 вересня за ініціативою Всесвітньої організації сексуального здоров'я (World Association for Sexual Health).

## Сексуальні права
На вищезгаданих технічних консультаціях було також розроблено перелік сексуальних прав людини, котрий базується на визнаних державами загальних правах людини. До нього увійшли: 
- Право на сексуальне здоров'я, забезпечуване доступністю медичної сексологічної допомоги.
- Право на інформацію, пов'язану з сексуальністю. Порушується інстутиціоналізованою цензурою, наприклад, релігійною.
- Право на сексуальну освіту. Порушується нестачею та низькою якістю сексуальної освіти щодо контрацепції, безпечного сексу, згоди на секс для дітей та молоді.
- Право на фізичну недоторканість. Порушується домашнім (включно з інцестом та педофілією) та сексуальним насильством (наприклад, зґвалтування, сексуальні домагання), насильством проти жінок (як-от "вбивства честі", калічення вульви).
- Право вибору партнера чи партнерки. Обмежується для ЛГБТ-людей, за договірних шлюбів, примусових шлюбів, дитячих шлюбів.
- Право на самостійне прийняття рішень про початок сексуального життя. Порушується дитячими шлюбами, примусовими шлюбами, проституцією, торгівлею людьми, домашнім насильством, ускладнюється нестачею сексуальної освіти.
- Право на добровільність сексуальних та шлюбно-сімейних стосунків. Порушується примусовими шлюбами, дитячими шлюбами, проституцією, торгівлею людьми, домашнім насильством.
- Право на самостійне прийняття рішень про зачаття і дітонародження. Порушується примусовою вагітністю та пологами, стелсингом, обмежується антиабортними політиками, ускладнюється домашнім насильством, сексуальним насильством, нестачею сексуальної освіти, контрацепції, політиками примусової регуляції народжуваності.
- Право на реалізацію сексуального потенціалу, ведення безпечного сексуального життя, що дозволяє досягти задоволення. Порушується насильством проти жінок, як-от калічення вульви, секснасильство, проституція, ускладнюється нестачею сексуальної освіти, контрацепції, засобів безпечного сексу.